# Tarn (departement)

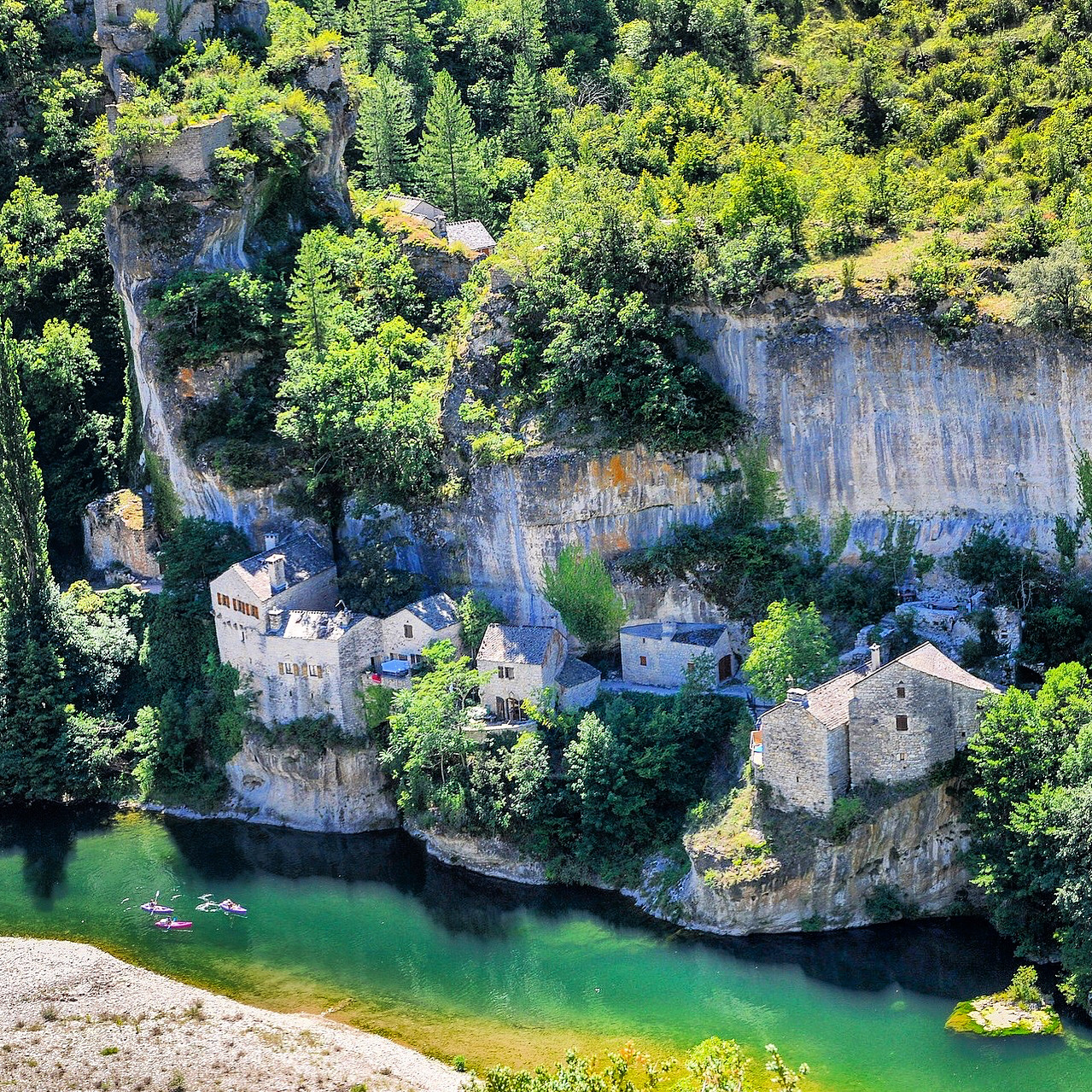
Kanoën op de Tarn

Tarn (81) is een Frans departement. Het departement is genoemd naar de gelijknamige rivier.

## Geschiedenis
Het departement was een van de 83 departementen die werden gecreëerd tijdens de Franse Revolutie, op 4 maart 1790 door uitvoering van de wet van 22 december 1789, uitgaande van een deel van de provincie Languedoc.

## Geografie
Tarn wordt omringd door de departementen Aveyron, Hérault, Aude, Haute-Garonne en Tarn-et-Garonne. Het departement behoort tot de regio Occitanie.
De belangrijkste rivier in het departement is de Tarn. Hieraan ontleent het departement tevens zijn naam. De rivier heeft talrijke, diepe, inkepingen geslepen in het landschap, de zogenaamde Gorges du Tarn, met honderden meters diepe dalen en vaak spectaculaire uitzichten. Deze erosie is mogelijk, omdat de bodem van de bovengelegen vlaktes uit zacht kalksteen bestaat. Jaarlijks trekt het gebied vele duizenden toeristen. Deze kloven komen verder voor in de dalen van de Aveyron en de Ardèche. In Amerika noemt men dit verschijnsel canyons.
Tarn bestaat uit de twee arrondissementen:
- Albi
- Castres

Tarn heeft 23 kantons:
- Kantons van Tarn

Tarn heeft 323 gemeenten:
- Lijst van gemeenten in het departement Tarn

## Demografie
De inwoners van Tarn heten Tarnais.

### Demografische evolutie sinds 1962
| Naam       | Index 1962 | Index 1968 | Index 1975 | Index 1982 | Index 1990 | Index 1999 | Index 2008 | Index 2019 |
| ---------- | ---------- | ---------- | ---------- | ---------- | ---------- | ---------- | ---------- | ---------- |
| Tarn       | 100,0      | 103,9      | 105,8      | 106,2      | 107,2      | 107,5      | 116,3      | 122,0      |
| Frankrijk* | 100,0      | 107,1      | 113,3      | 117,0      | 121,9      | 126,0      | 133,8      | 140,1      |

| Naam       | Inw./Km² 1962 | Inw./km² 1968 | Inw./km² 1975 | Inw./km² 1982 | Inw./km² 1990 | Inw./km² 1999 | Inw./km² 2008 | Inw./km² 2019 |
| ---------- | ------------- | ------------- | ------------- | ------------- | ------------- | ------------- | ------------- | ------------- |
| Tarn       | 55,5          | 57,7          | 58,7          | 58,9          | 59,5          | 59,6          | 64,6          | 67,7          |
| Frankrijk* | 84,2          | 90,1          | 95,4          | 98,5          | 102,7         | 106,1         | 112,7         | 119,7         |

Frankrijk* = exclusief overzeese gebieden
Bron: Recensement Populaire INSEE - 1962 tot 1999 population sans doubles comptes, nadien Population Municipale
Op 1 januari 2022 had Tarn 396.168 inwoners.

### De 10 grootste gemeenten in het departement
| #  | Gemeente                | Aantal inwoners (2022) |
| -- | ----------------------- | ---------------------- |
| 1  | Albi                    | 50.605                 |
| 2  | Castres                 | 42.700                 |
| 3  | Gaillac                 | 16.080                 |
| 4  | Graulhet                | 13.275                 |
| 5  | Lavaur                  | 10.884                 |
| 6  | Mazamet                 | 10.123                 |
| 7  | Carmaux                 | 9.927                  |
| 8  | Saint-Sulpice-la-Pointe | 9.674                  |
| 9  | Saint-Juéry             | 6.575                  |
| 10 | Labruguière             | 6.567                  |

## Afbeeldingen

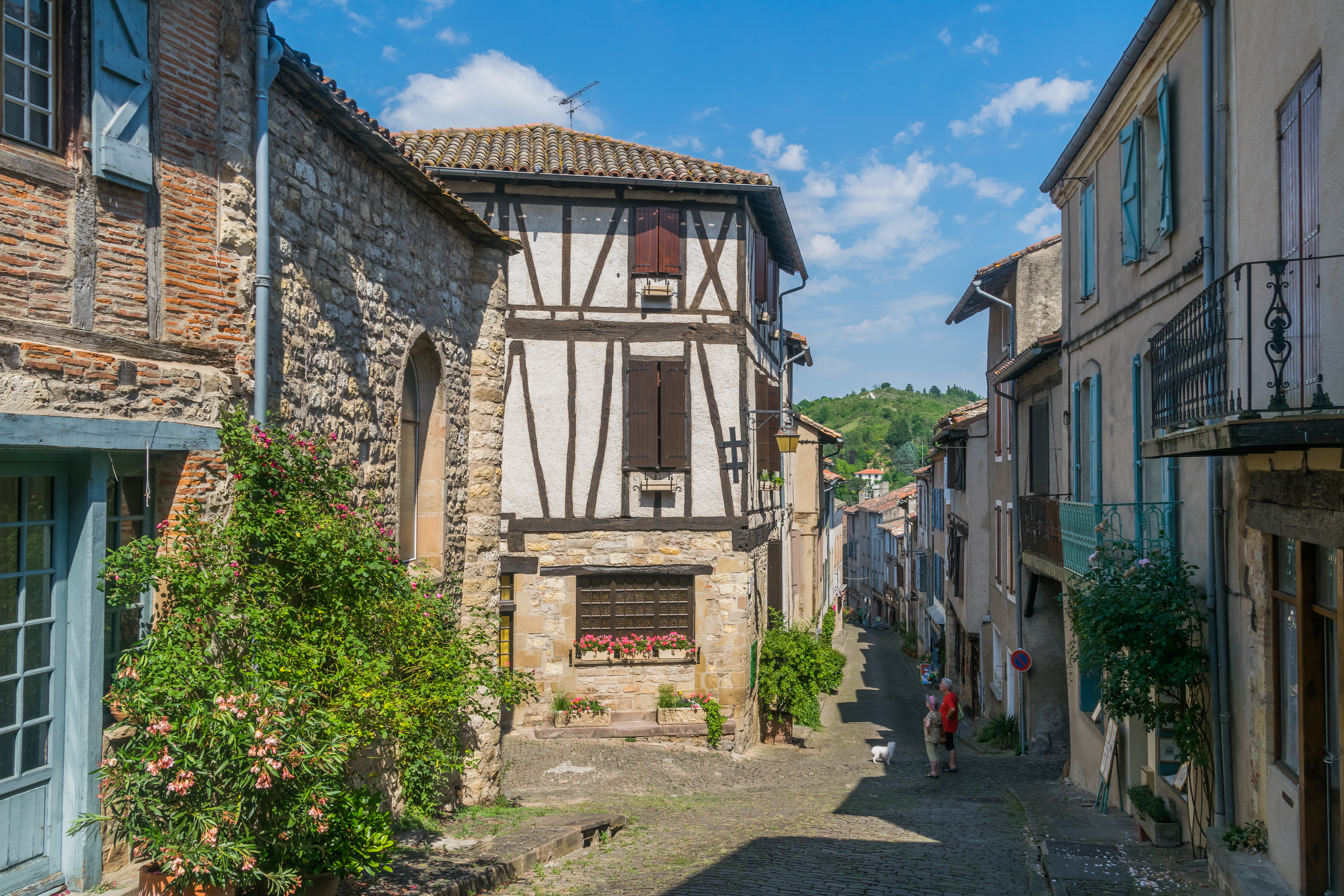
Grand-Rue de l'Horloge, Cordes-sur-Ciel
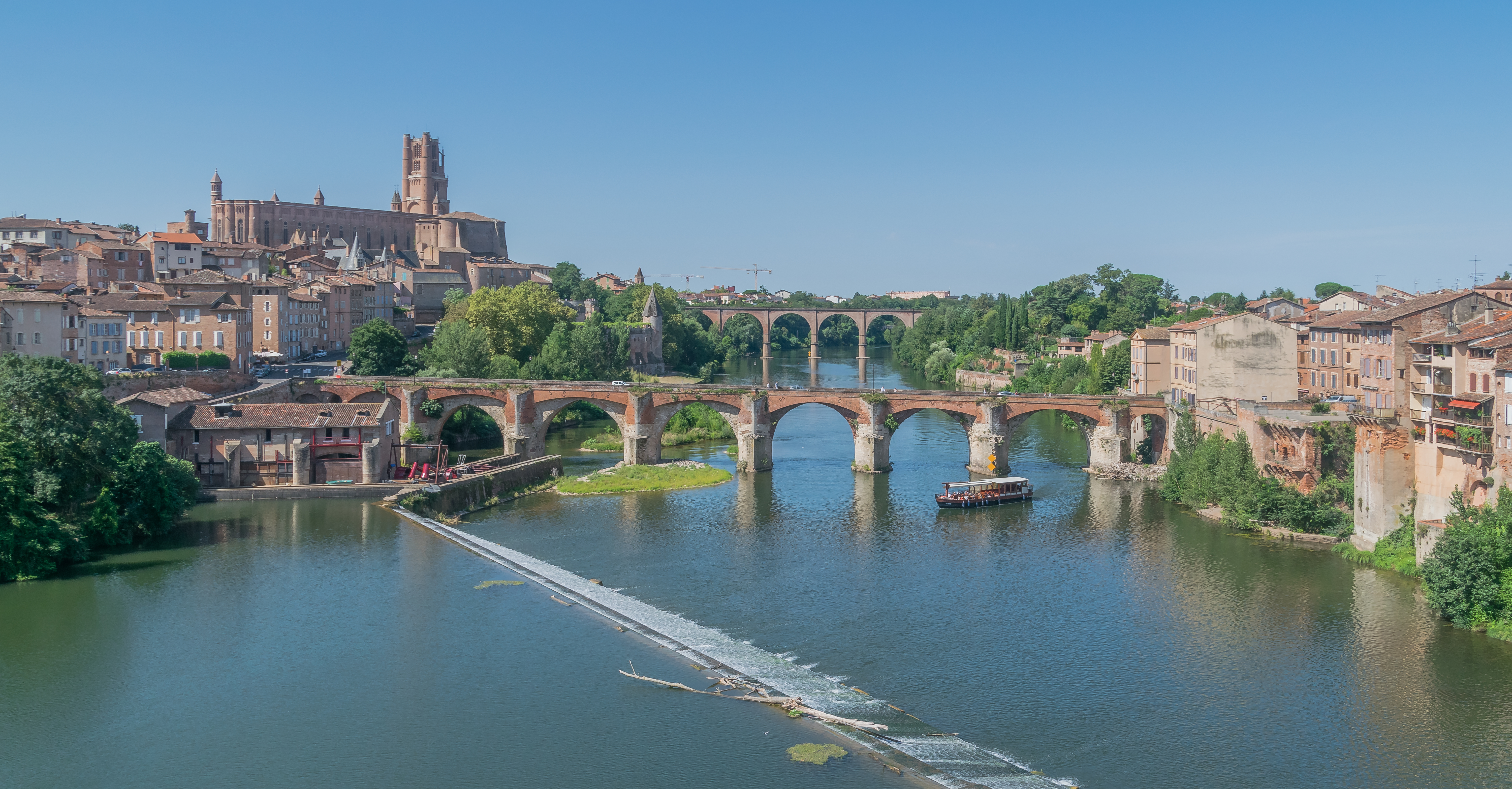
Albi
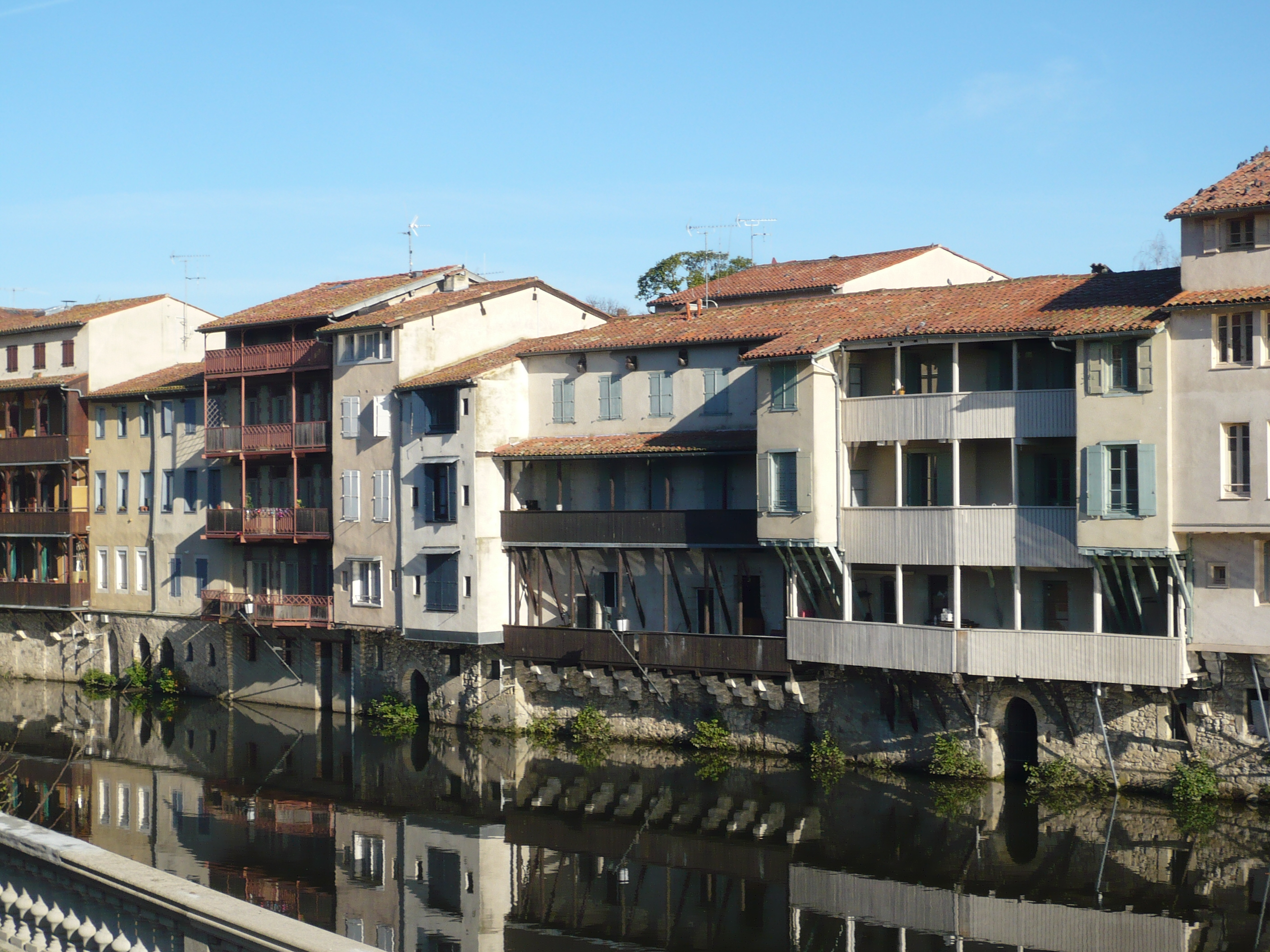
Castres
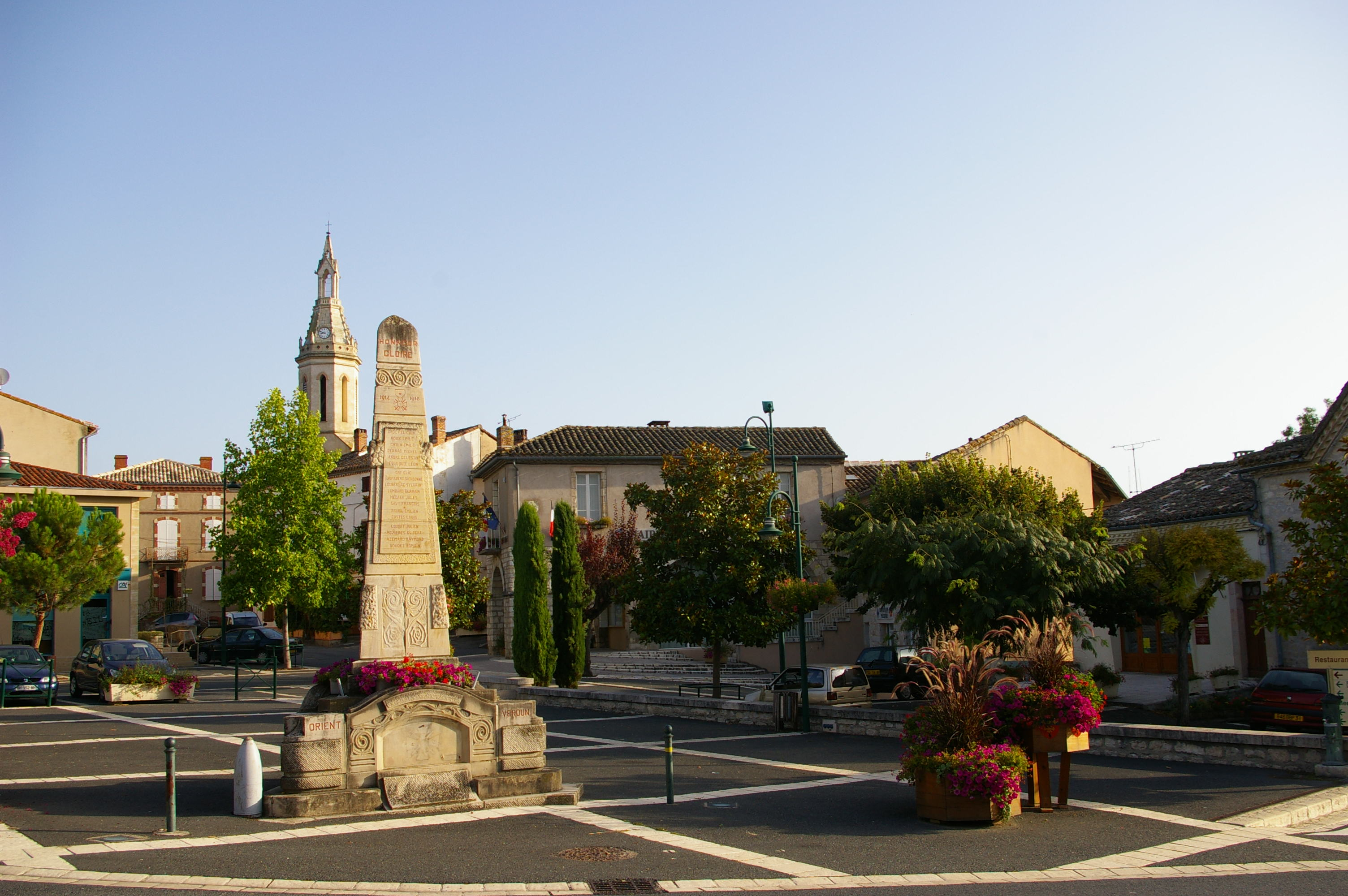
Cahuzac-sur-Vère